# هشتقه 2 (مسلسل)
هشتقه 2 هو مسلسل كوميدي ويعرض على التلفزيون السعودي ومن تأليف فهد الحيان وإخراج ضيف الله الحارثي.

## طاقم العمل
- فهد الحيان.
- ليلى السلمان.
- ماجد مطرب فواز.
- فخرية خميس.
- محمد جابر.
- خالد البريكي.
- أميرة محمد.
- غزلان ناصر.
- بشير الغنيم.
- حمد المزيني.
- عبد الله المزيني.
- عبد العزيز السكيرين.
- مرزوق الغامدي
- غادة الزدجالي.
- سارة الجابر.
- عبد الله المعطش.
- سعود إبراهيم.
- عبد المحسن الشمري.